# Municipio de Benton (condado de Des Moines)
El municipio de Benton (en inglés: Benton Township) es un municipio ubicado en el condado de Des Moines en el estado estadounidense de Iowa. En el año 2010 tenía una población de 803 habitantes y una densidad poblacional de 8,55 personas por km².

## Geografía
El municipio de Benton se encuentra ubicado en las coordenadas 40°56′44″N 91°6′9″O / 40.94556, -91.10250. Según la Oficina del Censo de los Estados Unidos, el municipio tiene una superficie total de 93.93 km², de la cual 93,69 km² corresponden a tierra firme y (0,26 %) 0,25 km² es agua.

## Demografía
Según el censo de 2010, había 803 personas residiendo en el municipio de Benton. La densidad de población era de 8,55 hab./km². De los 803 habitantes, el municipio de Benton estaba compuesto por el 98,51 % blancos, el 0,87 % eran afroamericanos, el 0,12 % eran asiáticos, el 0,25 % eran de otras razas y el 0,25 % eran de una mezcla de razas. Del total de la población el 0,62 % eran hispanos o latinos de cualquier raza.